# Aeroporto Internazionale di Dayton-James M. Cox
L'Aeroporto Internazionale di Dayton è un aeroporto situato a 14 km a nord dal centro di Dayton in Ohio, negli Stati Uniti d'America.